# Paleh lakkfestészet
Paleh lakkfestészet az Ivanovói területen található Paleh városkából származó orosz népművészeti alkotások. A festett és a világon egyedül álló módon lakkozott alkotások (skatulyák, kis táblaképek, ékszerdobozok stb.) temperával papírmaséra készülnek.

## Története
Paleh már Nagy Péter idején ismert volt az ikonfestőiről. A palehi ikonfestészet fénykorát a 18. században, illetve a 19. században élte. Egyéni stílusa a moszkvai és a novgorodi ikonfestő iskolák hatását mutatta. A palahi mesterek ismertek voltak mint freskó festők is. Több moszkvai és Moszkva környéki templomot díszítettek palehi mesterek freskói.
Az októberi forradalmat követően az egyházi megrendelések megszűntével a palahi mestereknek más megélhetés után kellett nézniük. 1918-ban létrehozzák a Palehi Művészeti Díszítőcéhet amely fafestészettel foglalkozott. 1923-ban ismerték meg a papírmasét. Az új anyagot a hagyományos ikonfestészet technológiájával ötvözték és temperával készítették alkotásaikat. Az első ma ismert paleh lakkfestészeti alkotásokat 1924-ben állították ki Moszkvában.
1924. december 5-én hét palehi művész megalapította az Ősi Festészet Műhelyét és 1925-ben már a Párizsban is sikeres kiállításuk volt.

## Paleh állami művészeti múzeuma
Az Állami Paleh Múzeum gyűjteményéből (Képjegyzék fordító: Szekeres Andor, 1976.)
1. Freskó és ikon 19 kép. 2. Lakk miniatúra 108 mű. 3. Falfestmény- és pannó-vázlat 6 kép. 4. Színházi és filmdíszlet 5 mű. 5. Könyvillusztráció és -grafika 17 kép. 6. Porcelán 4 kép. Az album orosz - angol szöveggel készült 1975-ben a Moszkvai Izobrazityelnoe Iszkusztvo /Képzőművészeti Kiadó gondozásában, a Leningrádi 3. nyomdában (Iván Fedorov név), 120 grammos krétás papírra, színes nyomással. 1400 példány Magyarországnak jött.
A bélyegeken (gallery caption='Paleh miniatúrák szovjet bélyegeken') valószínűleg ezt az albumot reklámozták, mert 1975-ben jelent meg 20 ezer példányban. Akkor sokan gyűjtöttek bélyeget a Szovjetunióban.

## Jellegzetességek
A palehi lakkfestészet elsősorban a mindennapi életből, vagy irodalmi alkotásokból meríti témáit. A miniatűrök kompozíciói a mai napig az ikonfestészet kompozíciós szabályait követik. Általában fekete háttérrel készülnek és dúsan aranyozottak.

## Képek

Paleh miniatúrák szovjet bélyegeken
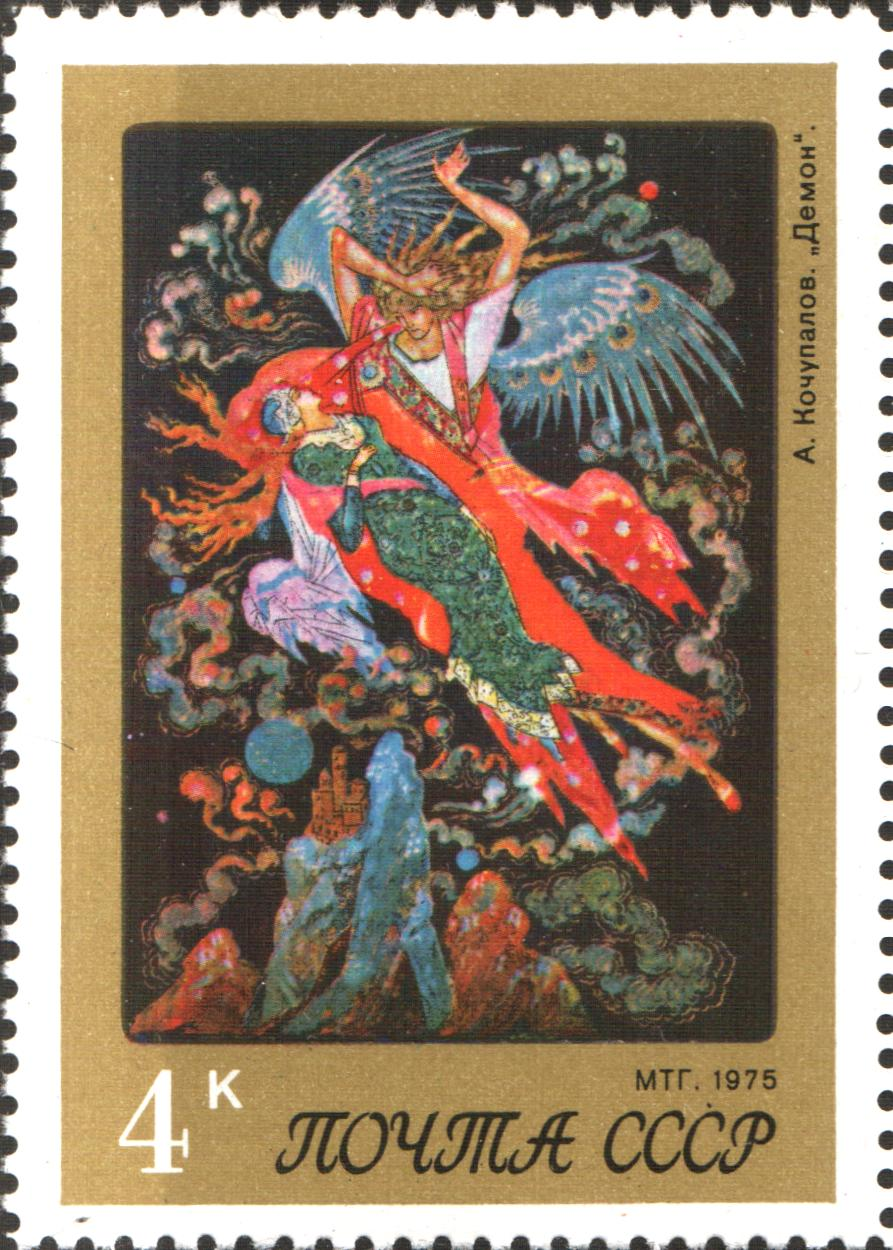
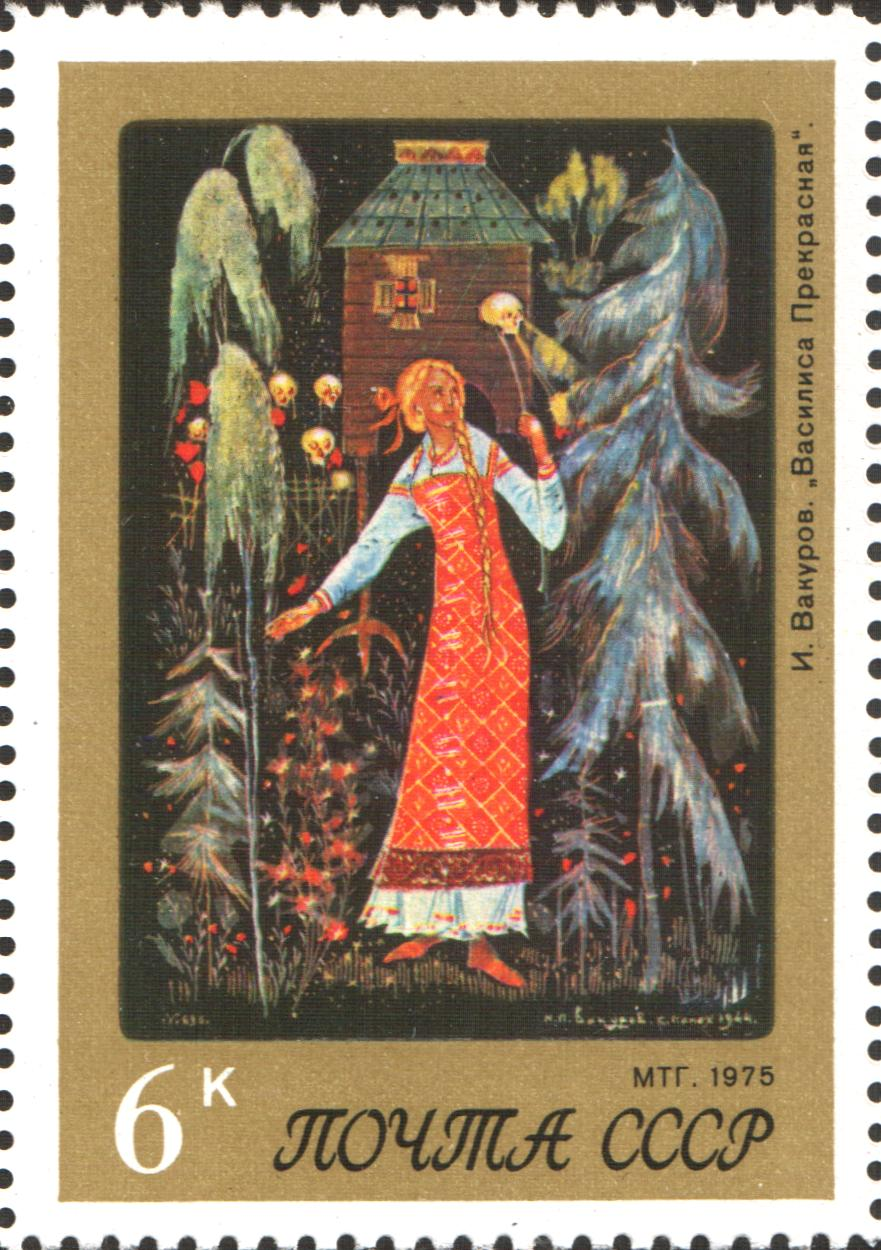
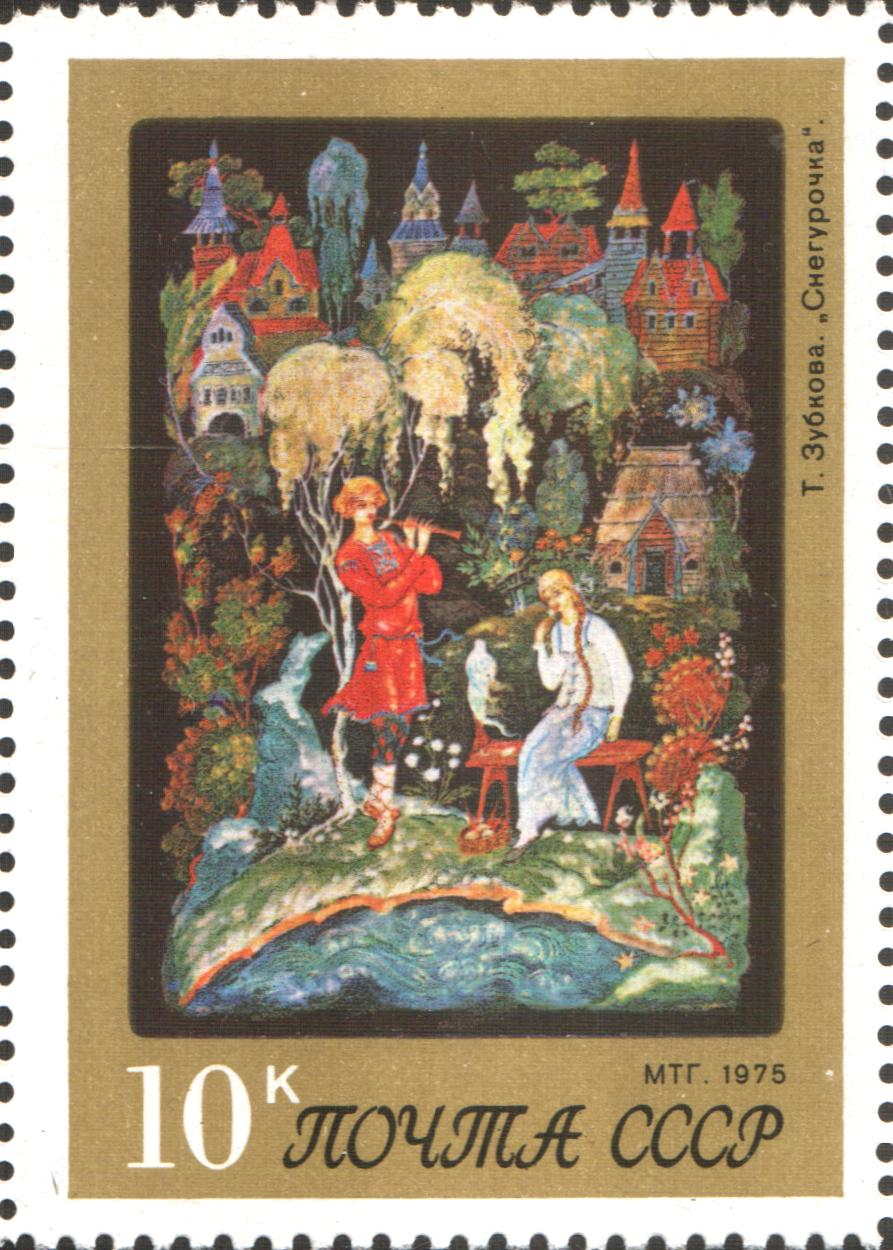
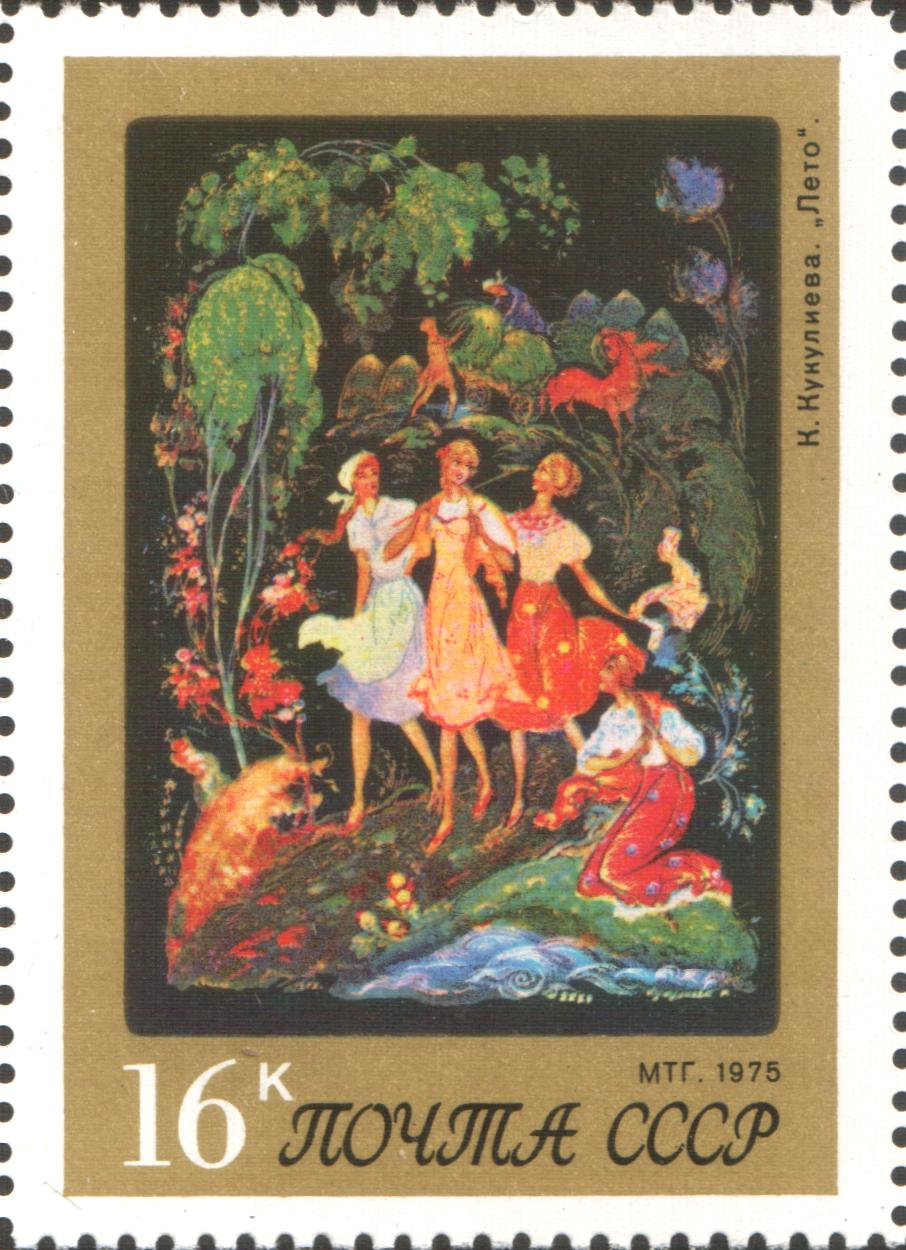